# Masacre de Padule di Fucecchio
La masacre de Padule di Fucecchio (en italiano: Eccidio del Padule di Fucecchio) fue el asesinato de al menos 174 civiles italianos, llevado a cabo por la 26.º División Panzer en Padule di Fucecchio, un gran humedal al norte de Fucecchio, Toscana, el 23 de agosto de 1944. Después de la guerra, el comandante de la 26.º División Panzer fue sentenciado por delitos de guerra, pero los hombres que llevaron a cabo la masacre no fueron condenados hasta que 2011 y ninguno cumplió tiempo de prisión. La masacre ha sido descrita como "una de las peores atrocidades de los Nazis en Italia".

## Masacre
La masacre fue llevada a cabo como represalia por la heridas de dos soldados alemanes por partisanos italianos. Posteriormente, se informó a un tribunal militar italiano que los alemanes habían detenido a 94 hombres, 63 mujeres y 27 niños y los asesinaron con ametralladoras. Según el fiscal, los asesinatos fueron cometidos "a sangre fría, mirando a los inocentes a los ojos". Un historiador italiano describió la masacre como "no una represalia sino una operación de desertificación total".

## Procesamiento

### Investigación inicial
El sargento de policía militar británico Charles Edmonson investigó la masacre en 1945. Tomó declaraciones de los supervivientes. Esta evidencia fue utilizadas décadas más tarde, después de la muerte de Edmonson en 1985, en el procesamiento de algunos de los perpetradores.
Edmonson estableció que la masacre fue llevada a cabo por soldados de la 26.º División Panzer. La división estuvo comandada por Eduard Crasemann, quién fue sentenciado a 10 años de encarcelamiento por delitos de guerra después de la guerra y muerto en prisión en Alemania Oriental en 1950.

### Juicio
En 2011, un tribunal militar en Italia juzgó a cuatro de los presuntos autores y encontró a tres de ellos culpables mientras que el cuarto murió durante el juicio. Ernst Pistor (Capitán), Fritz Jauss (Warrant agente), y Johan Robert Riss (Sargento) fueron encontrados culpables, mientras Gerhard Deissmann murió antes de la sentencia, a los 100 años. Era poco probable que los tres cumplieran condena en prisión porque Alemania no estaba obligada a extraditarlos. Ninguno de los tres mostró cualquier tipo de remordimientos por su accionar.
Algunos de los perpetradores de esta masacre fueron también acusados de participar en el asesinato de la familia de Robert Einstein.
Sólo tres criminales de guerra nazis han cumplido condena de prisión en Italia por delitos de guerra, Erich Priebke, Karl Hass, y Michael Seifert.

### Compensación
Marco De Paolis, el fiscal militar en el caso, pidió que Alemania pague 14 millones € en compensación a 32 parientes de las víctimas pero Alemania negó la responsabilidad, citando acuerdos de inmunidad con Italia de 1947 y 1961.

## Conmemoración
En 2015, el Ministro de asuntos exteriores italiano, Paolo Gentiloni, junto con su homólogo alemán Frank-Walter Steinmeier, quién más tarde sería el Presidente de Alemania, abrieron un Centro de Documentación sobre la Masacre de Padule di Fucecchio. La nota de prensa oficial por el Ministerio italiano de Asuntos Exteriores y Cooperación Internacional pone el número de víctimas de la masacre en 175.